# 興法寺

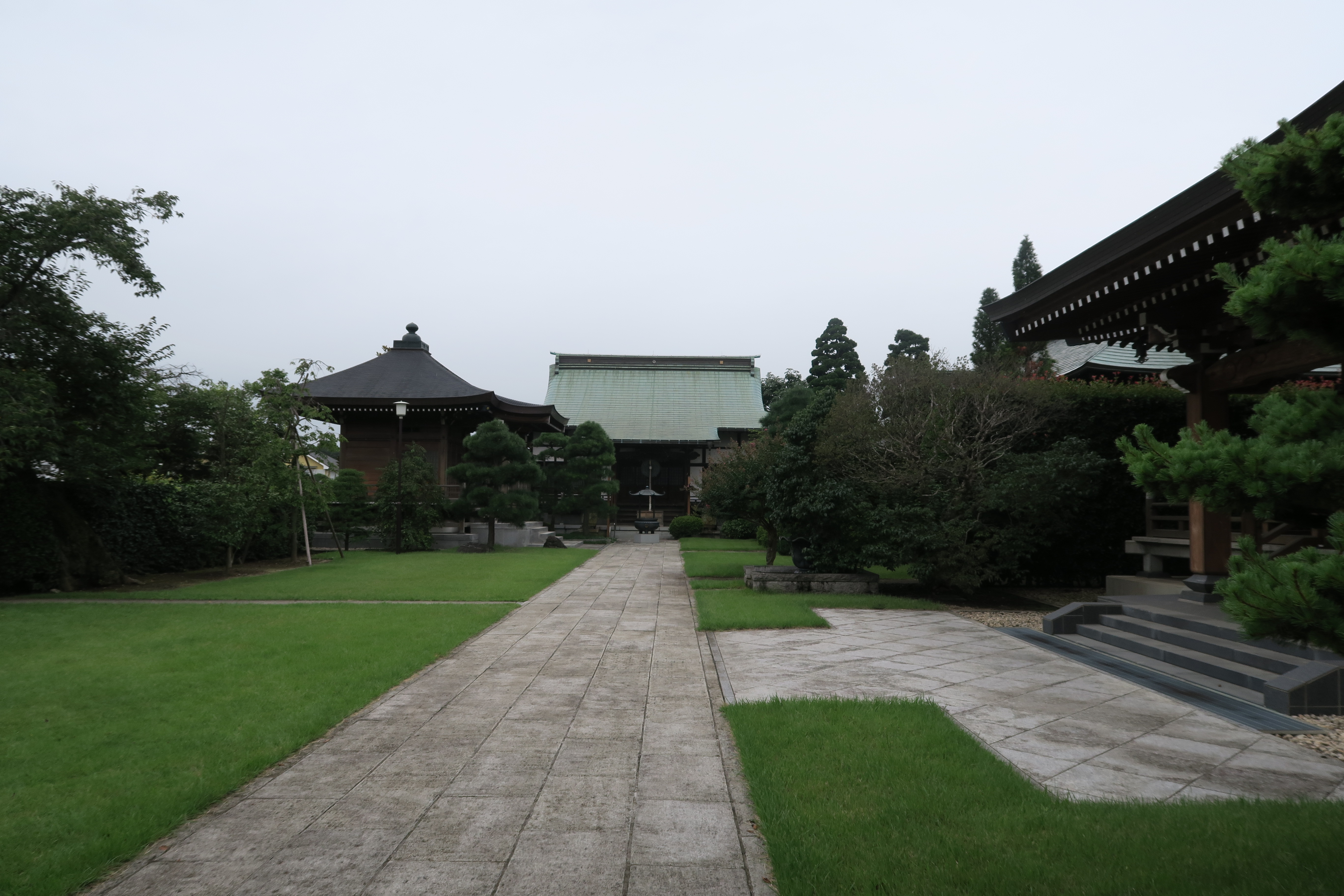
本堂

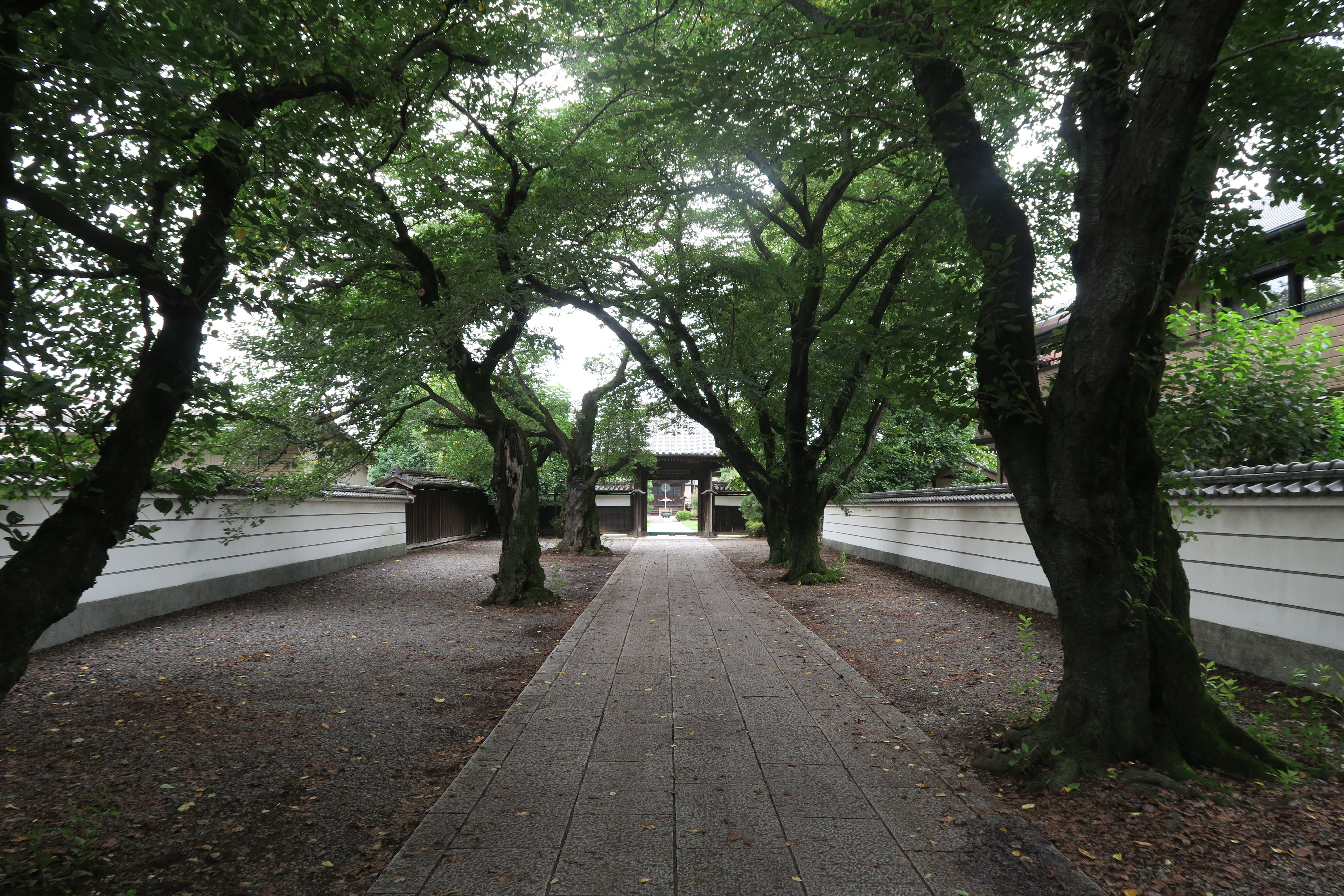
参道と山門

興法寺（こうぼうじ）は、栃木県小山市本郷町にある天台宗の寺院である。

## 歴史
849年慈覚大師円仁によって一宇が建立され、妙楽院と号したのが始まりと伝えられる古刹である。
940年に藤原秀郷が祇園城を築城すると城内に移転し、徳王山妙楽院興法寺と号したともいわれる。その後は小山氏の祈願所となった。
江戸時代には幕府から9石の寺領が認められた。
また、境内には戊辰戦争時の流れ弾の痕が残る石造り地蔵像がある。

## 文化財
中世から近世にかけての数多くの仏画を所有することでも知られている。これらは幕末の宇都宮の豪商菊池淡雅の旧蔵であり、淡雅が寄進の約束を果たせず没したため、女婿である大橋訥庵と実子菊池教中が、父の遺志を継いで奉納したものである。

### 栃木県指定文化財[2]
- 善行寺式阿弥陀三尊像
- 絹本着色羅漢図
- 絹本着色如意輪観音像
- 絹本着色不動明王像
- 絹本着色文殊菩薩像
- 絹本着色涅槃図
- 絹本着色千手観音像

### 小山市指定文化財
- 徳川家光寄進状
- 興法寺の半鐘

## 所在地
小山市本郷町2－7－37
JR小山駅より徒歩10分。